# منتخب غانا لهوكي الحقل للرجال
منتخب غانا الوطني لهوكي الحقل للرجال هو ممثل الرسمي في المنافسات الدولية في هوكي الحقل .